# Polonez D-dur Henryka Wieniawskiego
Polonez D-dur op. 4 – utwór na skrzypce i fortepian, polonez autorstwa Henryka Wieniawskiego z 1848.
Utwór powstał w Paryżu pod wpływem Karola Lipińskiego (nauczyciela) i był jemu dedykowany. Na jego charakter miały też wpływ współczesne tendencje drezdeńskie. W dziele wyraźnie dostrzec można przełom, który nastąpił w tendencjach kompozycji autora. Styl Wieniawskiego uzyskał tu pełną dojrzałość i samodzielność, potęgę brzmienia i symfoniczność. Wyraźnie widać kontury feerycznej formy i wirtuozerii, mimo że faktura nie jest jeszcze w pełni rozwinięta. Pierwsza wersja miała już heroiczny rozmach (inspirowany wydarzeniami Wiosny Ludów), ale w drugiej (granej do dziś) wydać wysiłek zmierzający do jeszcze pełniejszego rozwinięcia formy i wzbogacenia palety środków wyrazu instrumentu. Mimo samodzielności i wirtuozerii stylowej Wieniawskiego znać w tym polonezie dziedzictwo Fryderyka Chopina, ale też i Michała Kleofasa Ogińskiego, jak również wpływy Karola Kurpińskiego, Stanisława Moniuszki i Karola Lipińskiego. Budowa dzieła jest skrzyżowaniem formy repryzowej z formą ronda.